# Nicola Fausto Neroni
Nicola Fausto Neroni (* 12. Dezember 1896 in Rom; † 5. August 1974 ebenda) war ein italienischer Filmregisseur und Drehbuchautor sowie Synchronregisseur.
Neroni wurde nach einem Abschluss am „Istituto Tecnico“ zum Militärdienst berufen und nahm am Ersten Weltkrieg als Soldat teil. Nach Rückkehr in die Heimat verfolgte er ab 1919 eine Karriere beim Film und drehte zwei Arbeiten, die für kurzlebige Produktionsgesellschaften entstanden und schnell vergessen waren. Dieser Misserfolg ließ ihn von seinen neuen Plänen schnell wieder Abstand nehmen, sodass Neroni erst 1929 wieder in Erscheinung trat; weitere zwei Filme hatten diesmal damit zu kämpfen, dass sie mit dem neuen Tonfilm in Konkurrenz traten. Nach weiteren drei Jahren und schlechten Erfahrungen mit dem Verleih seines 1933 gedrehten Venere, den er auch geschrieben und geschnitten hatte, verlegte er sich auf Synchronisationsregie und war gelegentlich als Drehbuchautor, Dialogschreiber und Mitarbeiter anderer Regisseure tätig. Neroni war für die italienischen Versionen der Filme der Warner Brothers bis zum Ende der 1950er Jahre verantwortlich.
Daneben war Neroni Autor von Gedichtbänden und von Komödien.

## Filmografie (Auswahl)
- 1920: La cugina d'Alcantara (veröffentlicht 1924)
- 1929: Maratona
- 1933: Venere